# روبن هيل (ملحن)
روبن هيل (بالإنجليزية: Robin Hill)‏ هو ملحن بريطاني، ولد في 14 مايو 1953 في هدرسفيلد في المملكة المتحدة.

## وصلات خارجية
- الموقع الرسمي
- روبن هيل على موقع ميوزك برينز (الإنجليزية)